# Leuben-Schleinitz
Leuben-Schleinitz là một đô thị thuộc huyện Meißen, bang Sachsen, Đức. Đô thị Leuben-Schleinitz có diện tích 26,71 km², dân số thời điểm ngày 31 tháng 12 năm 2006 là 1535 người.